# Ernst Stromer
Karl Heinrich Ernst Freiherr Stromer von Reichenbach (1871-1952) fue un paleontólogo alemán.

## Biografía
Describió los siguientes dinosaurios del Cretácico de Egipto: 
Paralititan, Aegyptosaurus, Bahariasaurus, Carcharodontosaurus, Spinosaurus. Trabajando con el buscador de fósiles Richard Markgraf (1869-1916), Stromer exploró en 1910 y 1911 las rocas del norte de África. Esperaba encontrar mamíferos del Eoceno, pero en su lugar descubrió dinosaurios del Cretácico. También describió al gigante cocodrilo Stomatosuchus.
En el desierto occidental de Egipto halló abundantes huesos que embarcó hacia Múnich (Alemania). Esos fósiles fueron destruidos durante un bombardeo aliado sobre Alemania durante la Segunda Guerra Mundial. Stromer había solicitado a la dirección del museo que los albergaba que fueran trasladados a un lugar más seguro, pero esto nunca se hizo. Trágicamente, Stromer perdió también a dos de sus hijos en la guerra, mientras que el tercero fue hecho prisionero por los soviéticos y repatriado en 1950.

## Algunas publicaciones
- Die Topographie und Geologie der Strecke Gharaq-Baharije nebst Ausführungen über die geologische Geschichte Ägyptens. Múnich: Akademie, 1914, 78 pp. (Abhandlungen der Königlich-Bayerischen Akademie der Wissenschaften: Mathematisch-physikalische Klasse)[Ergebnisse der Forschungsreisen Prof. E. Stromers in den Wüsten Ägyptens]

- Weitere Bemerkungen über die ältesten bekannten Wirbeltier-Reste, besonders über die Anaspida. Sitzungsberichte der Bayerischen Akademie der Wissenschaften, Math.-naturwiss. Abteilung. Múnich: Verlag der Bayer. Akademie der Wissenschaften, 1926, pp. 83-104

- Gesicherte Ergebnisse der Paläozoologie. Vorgelegt am 5. März 1943. Múnich: Verlag der Bayerischen Akademie der Wissenschaften, 1944, 114 pp. (Abhandlungen der Bayerischen Akademie der Wissenschaften: Mathematisch-naturwissenschaftliche Abteilung)